# 佐藤春陽
佐藤 春陽（さとう しゅんよう、1942年（昭和17年）3月25日 - 2017年（平成29年）10月28日）は、新宮市長。

## 経歴
和歌山県出身。中央大学法学部中退。和歌山県庁に入り、1999年（平成11年）に和歌山県庁を退職し、新宮市長選挙に立候補して、現職の岸順三を破り、当選した。4年後の2003年（平成15年）の新宮市長選挙では再選を目指したが、元和歌山県議の上野哲弘に破れ、落選した。
2年後の2005年（平成17年）、熊野川町との合併による新宮市の市長選に立候補、合併前の新宮市長の上野哲弘との一騎打ちとなり、3,400票余りの差で当選した。2度目の新宮市長は1期務め、4年後の2009年（平成21年）の市長選挙には立候補しなかった。2017年（平成29年）死去。